# För varje dag blir Jesus
För varje dag blir Jesus är en psalm med text av William Clyde Martin och musik av Charles Austin Miles. Texten översattes till svenska 1913 och bearbetades 1986 av Gun-Britt Holgersson.

## Publicerad i
- Segertoner 1988 som nr 351 under rubriken "Fader, son och ande - Jesus, vår Herre och broder".[1]